# Ezequiel Garay
Ezequiel Marcelo Garay (* 10. Oktober 1986 in Rosario) ist ein ehemaliger argentinischer Fußballspieler.

## Karriere

### Vereine
Ezequiel Garay begann seine Karriere als Profifußballer in seiner argentinischen Heimat bei den Newell’s Old Boys, mit denen er 2004 die Apertura gewann. Im Sommer 2005 wechselte der zu diesem Zeitpunkt erst 18 Jahre alte Verteidiger zum spanischen Erstligisten Racing Santander. Schnell erspielte sich der junge Argentinier einen Stammplatz bei den Kantabriern. Garay gilt als äußerst torgefährlicher Verteidiger, so gelangen ihm 2006/2007 neun Saisontore, zwei davon per Elfmeter beim 2:1-Sieg über Real Madrid.
Am 19. Mai 2008 wurde bekannt, dass Ezequiel Garay zum Ligakonkurrenten Real Madrid wechselt und bei den von Bernd Schuster trainierten Königlichen einen Sechs-Jahres-Vertrag bis 2014 unterschrieb. Allerdings wurde der frühere U-21-Nationalspieler Garay zunächst noch für ein Jahr auf Leihbasis in Santander belassen. Ab der Saison 2009/10 lief Garay dann für Madrid auf. Nachdem er in seinem ersten Jahr noch auf 20 Ligaeinsätze kam und in der Real-Defensive eine feste Größe war, verletzte er sich im August 2010 schwer am Knie und fiel bis Dezember aus. Danach konnte er seine eingespielten Teamkollegen nicht mehr verdrängen und kam lediglich auf fünf weitere Ligaeinsätze in der Rückrunde der Spielzeit 2010/11. Immerhin kam er noch im Finale des Copa del Rey zum Einsatz und konnte den Pokalsieg feiern.
Dennoch wechselte Garay zur Saison 2011/12 zu Benfica Lissabon. Dort wurde er sofort zum Stammspieler und Leistungsträger und kam auch in der UEFA Champions League regelmäßig zum Einsatz. Die erfolgreichste Saison mit Benfica erlebte er 2013/14, als das nationale Triple aus Meisterschaft, Pokalsieg und Ligapokalerfolg gefeiert werden konnte. Dazu stand der Klub im Finale der UEFA Europa League, das jedoch im Elfmeterschießen gegen den FC Sevilla verloren wurde.
Zur Saison 2014/15 verpflichtete ihn der russische Erstligist Zenit St. Petersburg. Nach zwei Spielzeiten in der Premjer Liga verpflichtete der FC Valencia Garay zur La-Liga-Saison 2016/17. Dort wurde sein bis 2020 laufender Vertrag nicht verlängert.
Im Sommer 2021 gab Garay sein Karriereende wegen einer Hüftgelenksarthrose bekannt.

### Nationalmannschaft
Garay war Mitglied der argentinischen U-20-Nationalmannschaft, die 2005 die Juniorenweltmeisterschaft in den Niederlanden gewinnen konnte.
Sein Debüt in der A-Nationalmannschaft gab er am 22. August 2007 in Oslo bei der 1:2-Niederlage im Test-Länderspiel gegen die Auswahl Norwegens.
Garay nahm mit der argentinischen Auswahl am olympischen Fußballturnier 2008 teil und wurde nach dem 1:0-Sieg im Finale gegen die Auswahl Nigerias Olympiasieger. Er stand außerdem im Kader der Copa América 2011 im eigenen Land, kam jedoch im Laufe des Turniers zu keinem Einsatz.
Bei der WM 2014 in Brasilien gehörte er dem Kader der Albiceleste an.

## Erfolge
Nationalmannschaft
- Olympiasieger: 2008
- U-20-Weltmeister: 2005
- Dritter der U-17-Weltmeisterschaft 2003
- Vizeweltmeister: 2014

Verein
- UEFA Europa League: Finalist 2013
- Portugiesischer Meister: 2014
- Portugiesischer Pokalsieger: 2014
- Portugiesischer Ligapokalsieger: 2012, 2014
- Spanischer Pokalsieger: 2011, 2019
- Argentinischer Meister 2004 (Torneo Apertura)
- Russischer Meister: 2015
- Russischer Pokalsieger: 2016
- Russischer Supercupsieger: 2015